# John Davis (tyngdlyftare)
John Henry Davis, född 12 januari 1921 i Smithtown, död 13 juli 1984 i Albuquerque, var en amerikansk tyngdlyftare.
Davis blev olympisk guldmedaljör i tyngdlyftningens +82,5-kilosklass vid olympiska sommarspelen 1948 i London och i +90-kilosklassen vid sommarspelen 1952 i Helsingfors.
Davis vann sex VM-guld under sin tyngdlyftarkarriär, det första som 17-åring i Wien 1938. Han tog även en guldmedalj vid panamerikanska spelen 1951 i Buenos Aires och satte 16 världsrekord mellan 1940 och 1951.